# Microcyba projecta
Microcyba projecta là một loài nhện trong họ Linyphiidae.
Loài này thuộc chi Microcyba. Microcyba projecta được Herman Theodor Holm miêu tả năm 1962.